# Finale della Coppa delle nazioni africane 2012
La finale della Coppa delle nazioni africane 2012 si disputò il 12 febbraio 2012 allo Stade d'Angondjé a Libreville, Gabon, tra le nazionali di Zambia e Costa d'Avorio. La partita fu vinta dal primo, che vinse 8-7 ai tiri di rigore dopo uno 0-0 iniziale e ottenne il suo primo trofeo nella massima competizione tra nazionali maschili africane.

## Le squadre
| Squadra        | Finali (o spareggi) disputate in precedenza (il grassetto indica la vittoria) |
| -------------- | ----------------------------------------------------------------------------- |
| Zambia         | 2 (1974, 1994)                                                                |
| Costa d'Avorio | 2 (1992, 2006)                                                                |

## Cammino verso la finale
Guinea Equatoriale e Gabon erano stati sorteggiati rispettivamente nei gironi A e C del torneo, saltando direttamente le qualificazioni in qualità di nazionali organizzatrici di quell'edizione (per entrambe sarebbe stata la prima volta, e sarebbero seguite le rispettive edizioni del 2015 e del 2017).
Nel gruppo A la Zambia affiancò la Guinea Equatoriale insieme a Libia e Senegal. Quest'ultimo, il primo avversario dei Proiettili di rame, fu sconfitto a sorpresa per 2-1 il 21 gennaio all'Estadio de Bata, con le reti di Emmanuel Mayuka al 12° e Rainford Kalaba al 20°, contro il gol di Dame N'Doye al 74° che servì solo ad accorciare le distanze. A quell'inaspettata vittoria seguì quattro giorni dopo un notevole 2-2 contro la Libia, partita in vantaggio a soli 5 minuti dal fischio d'inizio con Ahmed Saad Osman (poi autore di una doppietta), risultato che rese comunque probabile la qualificazione dello Zambia ai quarti. Negli stessi giorni delle partite degli zambiani, i padroni di casa avevano intanto battuto la Libia per 1-0 e il Senegal per 2-1, confermando la loro qualificazione ai quarti; di conseguenza, la partita del 29 gennaio tra Guinea Equatoriale e Zambia al Nuevo Estadio de Malabo (unica partita del girone in uno stadio diverso) servì solo a confermare le posizioni finali, e l'1-0 finale per lo Zambia diede a quest'ultimo il primo posto, mentre allo stesso tempo, all'Estadio de Bata, il Senegal perse anche stavolta per 2-1 contro la Libia e finì il torneo da ultimo nel girone con zero punti.
Il girone B vide invece gli ivoriani affrontare in sequenza il Sudan, il Burkina Faso e l'Angola il 22, il 26 e il 30 gennaio, al Nuevo Estadio de Malabo. La Costa d'Avorio vinse la prima partita per 1-0 con il rigore di Didier Drogba al 39°, mentre il 2-0 contro i burkinabé (rete di Salomon Kalou al 16° e autorete di Bakary Koné) confermò la sua qualificazione ai quarti. La vittoria finale contro l'Angola (2-0 con le reti di Eboué e Bony) pose gli ivoriani in testa alla classifica, ed essi passarono ai quarti a punteggio pieno. Il Sudan lo seguì con 4 punti con il 2-2 contro l'Angola e il 2-1 contro il Burkina Faso, e poté accedere ai quarti soltanto in virtù della differenza reti superiore all'Angola stessa (che era arrivata a 4 punti grazie anche al 2-1 contro i burkinabé).
Il 4 febbraio le due nazionali capolista affrontarono rispettivamente Sudan e Guinea Equatoriale, e vinsero entrambe per 3-0: mentre gli zambiani segnarono con Stophira Sunzu, Christopher Katongo e James Chamanga, gli ivoriani trionfarono con doppietta di Drogba (tra i sette capocannonieri con 3 gol) e rete di Yaya Touré. Le semifinali dell'8 febbraio terminarono anch'esse con lo stesso punteggio, stavolta 1-0 con le reti dello zambiano Mayuka contro il Ghana e dell'ivoriano Gervinho contro il Mali (poi classificatosi terzo dopo aver vinto la finalina).
Sia per la Zambia che per la Costa d'Avorio, questa fu la terza partecipazione alla finale della Coppa d'Africa, ma il trofeo era stato vinto solo dalla seconda, nel 1992 contro il Ghana, a cui era seguito un secondo posto nel 2006 contro l'Egitto, mentre l'altro aveva perso la finale nel 1974 contro lo Zaire e nel 1994 contro la Nigeria. La coincidenza volle che lo Stade d'Angondjé della città gabonese di Libreville, lo stadio della finale che già prima aveva ospitato la semifinale tra Costa d'Avorio e Mali, si trovava a brevissima distanza dal tragico disastro aereo del 27 aprile 1993: in quel frangente, un aereo che trasportava gran parte della nazionale di calcio dello Zambia, diretta a Dakar per un incontro con il Senegal valido per le qualificazioni ai Mondiali del 1994, si era schiantato a causa di un errore che costò la vita a tutti i 25 passeggeri e i 5 membri dell'equipaggio; nonostante questo, lo Zambia si era fatto coraggio e aveva persino raggiunto la finale della stessa Coppa d'Africa del 1994, perdendo però contro i nigeriani, risultati comunque insufficienti per qualificarsi ai Mondiali.

### Tabella riassuntiva del percorso
| Squadra            | Pt | G |
| ------------------ | -- | - |
| Zambia             | 7  | 3 |
| Guinea Equatoriale | 6  | 3 |
| Libia              | 4  | 3 |
| Senegal            | 0  | 3 |

| Squadra        | Pt | G | DR |
| -------------- | -- | - | -- |
| Costa d'Avorio | 9  | 3 |    |
| Sudan          | 4  | 3 | 0  |
| Angola         | 4  | 3 | -1 |
| Burkina Faso   | 0  | 3 |    |

## Descrizione della partita
Il calcio d'inizio fu fischiato mezz'ora dopo rispetto all'orario previsto, per ricordare le vittime del disastro del 1994.
Lo Zambia partì subito all'attacco e si avvicinò al gol del vantaggio, ma il tiro di Sinkala su un corner ben piazzato fu parato dal portiere ivoriano Barry. Al 12° Musonda si fece male e dovette uscire, venendo sostituito da Mulenga; seguì poi un tiro di Mayuka al 14°, ma esso finì sopra la traversa. Gli Elefanti contrattaccarono, ma il tiro di Yaya Touré al 30° su passaggio di Drogba finì fuori porta. Nell'ultimo quarto d'ora, lo Zambia tentò ancora con Katongo e Chasa, ma invano.
I primi 15 minuti della ripresa si rivelarono vuoti, con i centrocampisti ivoriani Cheik Tioté, Didier Zokora e Yaya Touré che stavolta non riuscirono a controllare il centrocampo, mentre al 63° Salomon Kalou lasciò il posto a Max Gradel. Nondimeno, Gervinho al 69° subì fallo in area di rigore per mano di Mulenga (che venne subito ammonito e che cinque minuti dopo avrebbe lasciato il posto a Katongo), ma Drogba, incaricato di tirare dal dischetto, calciò oltre la traversa. Nell'ultimo quarto d'ora avvennero le altre due sostituzioni ivoriane: Didier Ya Konan prese il posto di Didier Zokora al 75°, mentre all'87° Yaya Touré fu sostituito da Wilfried Bony. Le poche occasioni ivoriane terminarono con un nulla di fatto, e i regolamentari finirono 0-0.
Il primo tempo supplementare andò in maniera movimentata come l'ultimo quarto d'ora del secondo tempo. Lo zambiano Felix Katongo si fece avanti e, dopo un'ottima corsa verso la fascia sinistra, crossò verso suo fratello Christopher; il tiro in porta fu però salvato da Barry, che portò la palla alla traversa. Da lì le cose si calmarono, in quanto nessuna delle due nazionali trovò un'occasione gol. Nei primi minuti del secondo supplementare l'ivoriano Ya Konan tirò dalla lunga distanza, fallendo di poco oltre la traversa. Gli ivoriani sfiorarono poi il gol al 117° con una mischia in area di rigore zambiana: Drogba colpì di testa verso la porta, mentre Gervinho fu colpito da Kennedy Mweene mentre il portiere dei Proiettili di rame respinse la palla; Gradel tentò di approfittarne subito con un tiro al volo, ma il pallone andò fuori. Questa fu l'ultima occasione gol della partita, che, ormai fissa sullo 0-0, andò ai rigori.
La prima serie di cinque rigori per parte finì senza errori: gli ivoriani la iniziarono con un rigore trasformato di Tioté (piazzato alla sinistra di Mweene), a cui seguì Christopher Katongo (stop e gol), poi Bony (rigore perfetto nell'angolo alto a sinistra), Mayuka (idem), Bamba (parato, ma poi ripetuto perché Mweene era uscito troppo presto e piazzato sulla parte superiore della rete), Chansa, Gradel, Felix Katongo, Drogba e persino il portiere Mweene. Si proseguì a oltranza, ma andarono a segno anche i rigori di Tiéné (angolo superiore centrato con un sinistro), Sinkala (rigore irreale sul tetto della porta che sembrava andare oltre la traversa), Ya Konan e Lungu. Sul 7-7 sia Kolo Touré che Kalamba sbagliarono i rispettivi penalties, con il primo che tirò troppo basso e fiacco e fu quindi parato facilmente, mentre il secondo andò oltre la traversa. Alla nona coppia di rigori, Gervinho sbagliò tirando alto sopra la traversa. Stophira Sunzu si fece invece avanti e calciò un rigore perfetto nella parte superiore della rete, dando allo Zambia l'8-7 finale e il titolo di Campione d'Africa per la prima volta nella sua storia.

## Tabellino
| Arbitro: | Diatta |

|                                                                       |                      |                                                                 |
| C. Katongo Mayuka Chansa F. Katongo Mweene Sinkala Lungu Kalaba Sunzu | Tiri di rigore 8 – 7 | Tioté Bony Bamba Gradel Drogba Tiéné Ya Konan K. Touré Gervinho |

| Zambia | Costa d’Avorio |

| Zambia        |    |                     |     |     |     |
|               |    |                     |     |     |     |
| P             | 16 | Kennedy Mweene      |     |     |     |
| DD            | 6  | Davies Nkausu       |     |     |     |
| DC            | 13 | Stophira Sunzu      |     |     |     |
| DC            | 5  | Hichani Himoonde    |     |     |     |
| DS            | 4  | Joseph Musonda      |     | 12’ |     |
| CD            | 3  | Chisamba Lungu      |     |     |     |
| CC            | 8  | Isaac Chansa        |     |     |     |
| CC            | 19 | Nathan Sinkala      |     |     |     |
| CS            | 17 | Rainford Kalaba     |     |     |     |
| AC            | 11 | Christopher Katongo |     |     |     |
| AC            | 20 | Emmanuel Mayuka     |     |     |     |
| Sostituzioni: |    |                     |     |     |     |
| DIF           | 23 | Nyambe Mulenga      | 69’ | 12’ | 74’ |
| CEN           | 10 | Felix Katongo       |     | 74’ |     |
| CT:           |    |                     |     |     |     |
| Hervé Renard  |    |                     |     |     |     |

| Costa d'Avorio  |    |                    |     |     |
|                 |    |                    |     |     |
| P               | 1  | Boubacar Barry     |     |     |
| DD              | 6  | Jean-Jacques Gosso |     |     |
| DC              | 22 | Souleymane Bamba   | 66’ |     |
| DC              | 4  | Kolo Touré         |     |     |
| DS              | 17 | Siaka Tiéné        |     |     |
| CC              | 5  | Didier Zokora      |     | 75’ |
| CC              | 19 | Yaya Touré         |     | 87’ |
| CC              | 9  | Cheik Tioté        | 63’ |     |
| AD              | 10 | Gervinho           |     |     |
| AS              | 8  | Salomon Kalou      |     | 63’ |
| AC              | 11 | Didier Drogba      |     |     |
| Sostituzioni:   |    |                    |     |     |
| CEN             | 15 | Max Gradel         |     | 63’ |
| CEN             | 13 | Didier Ya Konan    |     | 75’ |
| ATT             | 12 | Wilfried Bony      |     | 87’ |
| CT:             |    |                    |     |     |
| François Zahoui |    |                    |     |     |

| Assistenti arbitrali - Bechir Hassani - Evarist Menkouande Quarto uomo - Eddy Maillet |